# (5853) 1992 QG
(5853) 1992 QG es un asteroide perteneciente al cinturón de asteroides, región del sistema solar que se encuentra entre las órbitas de Marte y Júpiter, descubierto el 26 de agosto de 1992 por Seiji Ueda y el astrónomo Hiroshi Kaneda desde el Kushiro Marsh Observatory, Hokkaido, Japón.

## Designación y nombre
Designado provisionalmente como 1992 QG.

## Características orbitales
1992 QG está situado a una distancia media del Sol de 2,410 ua, pudiendo alejarse hasta 2,576 ua y acercarse hasta 2,244 ua. Su excentricidad es 0,068 y la inclinación orbital 7,350 grados. Emplea 1367,27 días en completar una órbita alrededor del Sol.

## Características físicas
La magnitud absoluta de 1992 QG es 13. Tiene 6,295 km de diámetro y su albedo se estima en 0,309. 